# نهائي كأس ألمانيا 2020
نهائي كأس ألمانيا 2020 هي المباراة النهائية من كأس ألمانيا 2019–20، والتي حددت الفائز بالنسخة رقم 68، وأُقيمت في 4 يوليو 2020، على ملعب الأولمبي في برلين.

## وصلات خارجية
- الموقع الرسمي